# Indische Badmintonmeisterschaft 2001/02
Die Indische Badmintonmeisterschaft der Saison 2001/2002 fand Anfang Januar 2002 in Lucknow statt. Es war die 66. Austragung der nationalen Titelkämpfe im Badminton in Indien. 

## Finalergebnisse
| Disziplin    | Sieger                          | Finalist                          | Ergebnis                |
| ------------ | ------------------------------- | --------------------------------- | ----------------------- |
| Herreneinzel | Abhinn Shyam Gupta              | Arvind Bhat                       | 0-7, 7-2, 7-0, 6-8, 8-6 |
| Dameneinzel  | Aparna Popat                    | Trupti Murgunde                   | 7-5, 7-3, 7-1           |
| Herrendoppel | Sanave Thomas Valiyaveetil Diju | Jaseel P. Ismail Jaison Xavier    | 7-5, 7-3, 6-8, 7- 5     |
| Damendoppel  | Neelima Chowdary D. Swetha      | Deepthi Chapala Fathima Nazneen   | 8-6, 7-3, 7-1           |
| Mixed        | Markose Bristow Madhumita Bisht | Valiyaveetil Diju Fathima Nazneen | 7-4, 7-2, 7-1           |